# Graf-Eberhard-Gymnasium Bad Urach
Das Graf-Eberhard-Gymnasium (GEG) in Bad Urach ist ein allgemeinbildendes, städtisches Gymnasium, das am Fuße der Schwäbischen Alb gelegen ist. Zurzeit wird es von etwa 770 Schülerinnen und Schülern besucht, die von ca. 80 Lehrern unterrichtet werden. Namensgeber ist Graf Eberhard im Barte.

## Geschichte
Seit 1972 kann im Graf-Eberhard-Gymnasium das Abitur abgelegt werden. Vor dem Bau der Schule in den 1970er Jahren war die frühere Lateinschule in den Gebäuden der Wilhelmschule in der Innenstadt Bad Urachs untergebracht.

## Schulprogramm
Das GEG ist ein allgemein bildendes Gymnasium, mit naturwissenschaftlichem und sprachlichem Profil. 2004 wurde es auf das G8-System umgestellt. Normalerweise gehören ca. 20 Arbeitsgemeinschaften (AGs) zu den ständigen Angeboten der Schule. Die Themen reichen von Sprachen wie Französisch und Chinesisch über Sport bis hin zu technischen Angeboten, wie zum Beispiel die Homepagegestaltung. Die Schule hat mit mehreren Partnern aus der Wirtschaft Kooperationsverträge abgeschlossen. Mit Hilfe von Schülerakademien, Berufsinfomessen, Vorträgen und „Schule trifft Wirtschaft“ kommt es zu einer engen Verzahnung mit der Wirtschaft im Ermstal. So wurde das Graf-Eberhard-Gymnasium in Bad Urach am 17. Juni 2010 mit dem Berufswahl-SIEGEL der Stiftung Baden-Württemberg gGmbH (BoriS) ausgezeichnet. Zum regelmäßigen Jahresprogramm des GEGs gehört das Projekt Schule als Staat, bei welchem die Schüler das Leben und die Auswirkungen ihrer Entscheidungen auf die Umwelt hautnah erleben, und auch der Schüleraustausch mit Schulen in England (Swavesey), Frankreich (Paris), Taiwan (Taipeh) und Tschechien.

## Gebäude und Einrichtungen
Neben dem Hauptgebäude gehören zur Schule ein Neubau, samt Anbau, und zwei Turnhallen. Auch ein Sportplatz mit Tartanbahn steht dem Gymnasium sowie der benachbarten Geschwister-Scholl-Realschule zur Verfügung. Hinzu kommt ein Schulhof, dessen Gestaltung bei den Projekttagen 1995 begonnen wurde.
Der zentrale Punkt des Gymnasiums ist der Lichthof. In Ebenen vier und fünf sind nur an den Außenseiten Räume untergebracht. Die Mitte wird durch Balustraden abgegrenzt, so dass man auf Ebene drei hinunterschauen kann. Im Lichthof finden regelmäßig Veranstaltungen statt, wie Ausstellungen, Berufsinfomessen, Konzerte und Theateraufführungen.
Weiterhin steht den Oberstufenschülern eine Oberstufenbibliothek mit vielen Büchern und Platz zum Lernen und Arbeiten zur Verfügung. Der Abijahrgang und die SMV haben jeweils eigene Räume zur Verfügung.
Im Juni 2006 wurde die neue Mensa eröffnet.

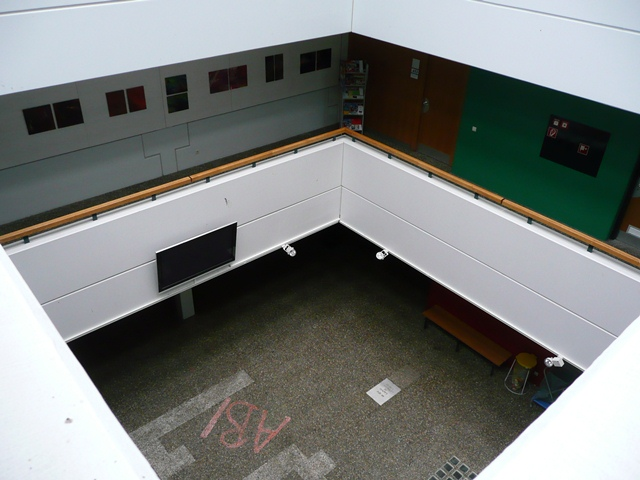
Lichthof
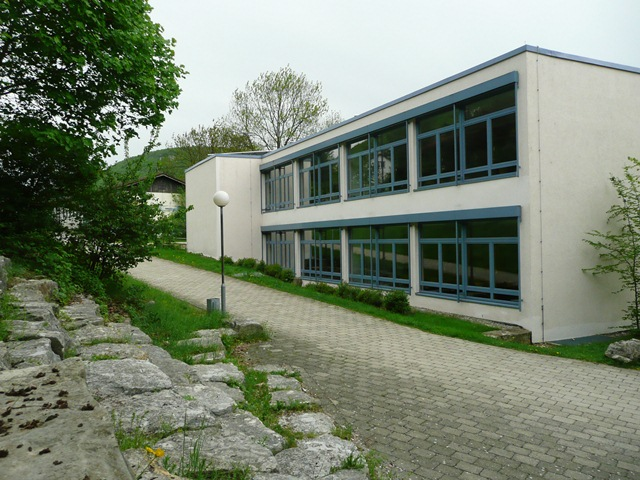
Neubau
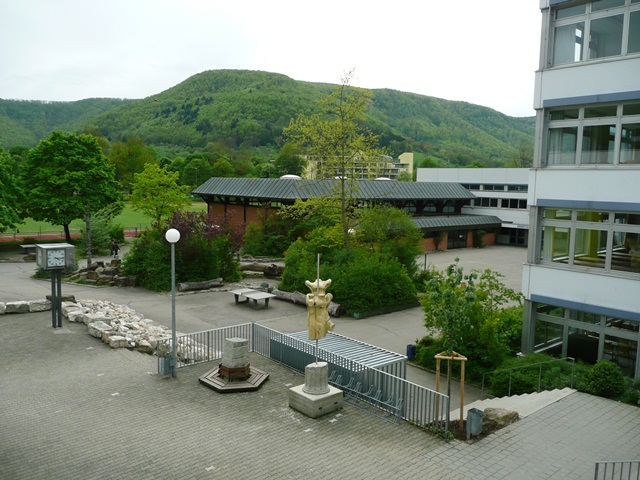
Schulhof
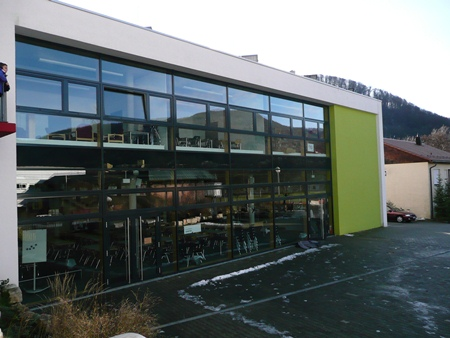
Mensa